# Sant Miquel de Vallverd
Sant Miquel de Vallverd és una església de Vallverd, al municipi d'Ivars d'Urgell a la comarca del Pla d'Urgell inclosa a l'Inventari del Patrimoni Arquitectònic de Catalunya.

## Descripció
Església entre mitgeres. La façana és arrebossada. La porta i les finestres són d'arcs apuntats. El campanar, de planta quadrada, té les obertures allargades d'arc de mig punt i una campana.

## Història
No hi ha notes documentals de l'església, però sembla de construcció molt tardana al segle xvii. En la restauració de 1997 es va recuperar el portal, a la llinda del qual hi ha la data de 1677. Té volta de canó amb llunetes i capçalera poligonal segons fotografies publicades.